# Ulrich Vinzents
Ulrich Vinzents (Ringsted, 4 novembre 1976) è un calciatore danese, difensore del Ringsted.

## Palmarès
- Campionato svedese: 1

Malmö: 2010